# Adel verpflichtet (Spiel)
Adel verpflichtet ist ein Brettspiel von Klaus Teuber, das 1990 als Spiel des Jahres ausgezeichnet und auch auf den ersten Platz des Deutschen Spielepreises gewählt wurde.

## Ausstattung
Laut Angaben des Verlages F.X. Schmid ist das Spiel für zwei bis fünf Mitspieler ab zwölf Jahren geeignet. Der Untertitel lautet: Das Große Bluffspiel um Diebe, Lords und Pfeifenköpfe. Die Spieleschachtel enthält: 1 Spielplan, 45 Sammelkarten, 5 × 2 Ortskarten, 5 × 8 Aktionskarten und 5 Spielsteine sowie die Spielregel.
Sehr originell sind die Antiquitätenkarten gestaltet. Man findet darunter zum Beispiel Marilyn Monroes Lippenstift oder Elvis Presleys Gitarre oder auch einfache Dinge wie eine Tiroler Perchtenmaske und eine alte Schweizer Schuhreklame.

## Handlung
Die Spieler übernehmen die Rolle von englischen Lords, die sich in einem Wettstreit um die beeindruckendste Sammlung von Antiquitäten und dem damit verbundenen Prestige befinden. Dabei treten sie in Auktionen und Ausstellungen gegeneinander an, schrecken aber auch nicht davor zurück, sich gegenseitig zu bestehlen und setzen zu diesem Zweck bezahlte Diebe und zur Abwehr derselben Privatdetektive ein.

## Genre
Adel verpflichtet ist ein interaktives Spiel, das verschiedene Spielmechaniken in sich vereint. Taktischer Weitblick ist ebenso gefragt wie die Fähigkeit zu geschicktem Handeln und Bluffen. In dem Spiel existieren keine Würfel, der Glücksfaktor ist vergleichsweise gering.

## Spielablauf
Zu Beginn des Spieles hat jeder Spieler vier Schecks mit unterschiedlichen Werten, aber gleicher Summe, zwei Diebe mit unterschiedlicher „Erfahrung“, eine Ausstellungskarte und einen Detektiv sowie zwei Ortskarten Auktionshaus und Schloss.

### Gleichzeitige Handlungen
Der Spielablauf unterscheidet sich insofern von den meisten anderen Spielen, als hier alle Spieler gleichzeitig agieren. Zuerst decken alle Spieler den zuvor geheim gewählten Ort ihrer Handlung auf (Auktionshaus oder Schloss). Dann bestimmen alle die Aktion, die in den gewählten Orten stattfinden soll – im Auktionshaus einen Scheck oder Dieb, im Schloss eine Ausstellung, einen Dieb oder einen Detektiv.

### Im Auktionshaus
Danach werden zunächst die Aktionen im Auktionshaus abgewickelt. Der Besitzer des höchsten Schecks darf sich eine von zwei offen liegenden Karten nehmen und der Scheck kommt in die Kasse. War ein Dieb im Einsatz, erhält er den Scheck; sind mehrere Diebe eingesetzt worden, gehen die Diebe leer aus. So erhaltene Schecks anderer Spieler können später dann ebenfalls eingesetzt werden. Spieler, die nicht den höchsten Scheck hatten, gehen ebenfalls leer aus und behalten ihren Scheck.

### Im Schloss
Im Schloss durch Detektive gefasste Diebe wandern – nachdem sie gegebenenfalls in Ausstellungen gestohlen haben – ins Gefängnis und bleiben dort, bis eine von der Spielerzahl abhängige Anzahl von weiteren Dieben gefasst wurde. Dabei entscheidet die Zahl auf dem Beutesack, die „Erfahrung“, welcher Dieb zuerst stehlen darf. Alle Diebe sind erfolgreich, wenn es mindestens eine Ausstellung gibt, egal ob sie beim Diebstahl gefasst wurden oder nicht. Ein Spieler mit einer Ausstellung muss mindestens drei Ausstellungsstücke präsentieren und verliert pro ausgelegtem gegnerischen Dieb eines davon.

### Erfolgsleiste
Spieler, die erfolgreich einen Detektiv eingesetzt haben, dürfen auf der Erfolgsleiste genau die Anzahl Felder vorrücken, die ihrer Position auf der Erfolgsleiste entspricht. Die Spieler mit der besten und zweitbesten Ausstellung dürfen ebenfalls auf der Erfolgsleiste vorrücken, wobei die Güte einer Ausstellung zunächst aus der Anzahl der Ausstellungsstücke und bei Gleichheit durch das älteste Ausstellungsstück bestimmt wird. Die Anzahl der Felder, welche die erfolgreichen Aussteller weiterrücken, wird durch die Angaben auf dem Feld des führenden Spielers bestimmt.

### Dinnertafel
Sobald ein Spieler die Dinnertafel erreicht, präsentieren alle Spieler ein letztes Mal ihre beste Ausstellung. Die beiden Spieler mit den besten Ausstellungen dürfen dann noch einmal acht beziehungsweise vier Felder auf der Erfolgsleiste (mit Dinnertafel) vorrücken. Wer dann am weitesten vorne liegt, hat das Spiel gewonnen. Das muss nicht zwangsläufig der Spieler mit der besten Ausstellung sein, was einen Reiz des Spiels ausmacht: Eine größere Ausstellung ist zwar nie von Nachteil, allerdings sollte man beim Streben danach seine Stellung auf der Erfolgsleiste nicht vernachlässigen. Dies könnte den Gegnern einen uneinholbaren Vorsprung verschaffen.

## Sonderregeln für zwei Spieler
1. Überraschungsvariante: Beide Spieler legen gleichzeitig eine Orts- und Aktionskarte.
2. Konfrontationsvariante: Beide Spieler sind abwechselnd am gleichen Ort.

## Auszeichnungen
Adel verpflichtet wurde 1990 mit gleich drei Spielepreisen ausgezeichnet. Es erhielt den Titel Spiel des Jahres und gewann den Goldenen Pöppel. Da 1990 der Deutsche Spielepreis als Nachfolger vom Goldenen Pöppel geschaffen wurde, erhielt er auch diese Auszeichnung. 2004 wurde es zudem für den Niederländischen Spielepreis nominiert, den jedoch das Spiel Maharadja (auf Deutsch erschienen als Raja: Palastbau in Indien) gewann.

## Versionen
Das Spiel erschien 1990 bei F.X. Schmid. 1991 wurde es bei Avalon Hill und Gibsons Games in englischer Sprache und von Vini-Spil auf Dänisch herausgegeben. 1992 wurde das Spiel mit geändertem Thema auf Schwedisch von G&RRR herausgegeben.
Nach dem Konkurs von F.X. Schmid erschien 2000 eine deutsche Neuauflage bei alea. Jumbo brachte 2004 eine veränderte Neuauflage für zwei bis sechs Spieler mit geänderter Grafik in niederländischer Sprache heraus, die 2004 auch auf Englisch bei Überplay veröffentlicht wurde.
Es erschien zudem in mehreren Übersetzungen:
- 1991: Fair Means or Foul (englisch) bei Gibsons Games
- 1991: By Hook or by Crook (englisch) bei Avalon Hill
- ca. 1991: Grever & Baroner (dänisch) bei Vini-Spil
- 1992: Spionage! (schwedisch) bei G&RRR
- 2004: Adel verplicht (niederländisch) bei Jumbo
- 2004: Hoity Toity (englisch) bei Überplay